# Fußballspiel VfL Bochum – FC Bayern München am 18. September 1976
Das Fußballspiel zwischen dem VfL Bochum und dem FC Bayern München vom 18. September 1976 fand am sechsten Spieltag der Bundesligasaison 1976/77 statt. Es gilt für die Fans des VfL Bochum als „Jahrhundertspiel“ und ist zugleich das bislang einzige Spiel der Fußball-Bundesliga, in dem eine Mannschaft einen 0:4-Rückstand noch in einen Sieg umwandeln konnte. Die Auswärtsmannschaft aus München gewann das Spiel mit 6:5.

## Das Spiel
Dem FC Bayern, der am vorangegangenen Spieltag noch Tennis Borussia Berlin mit 9:0 abgefertigt hatte und mit fünf Spielern (Maier, Beckenbauer, Schwarzenbeck, Hoeneß und Müller) aus der Weltmeistermannschaft von 1974 angetreten war, drohte bei einem entfesselnd aufspielenden VfL Bochum eine empfindliche Niederlage. Durch zwei Tore von Harry Ellbracht und einen weiteren Treffer von Josef Kaczor führte der Ruhrpott-Verein bereits zur Pause mit 3:0 gegen die Mannschaft, die wenige Monate zuvor den Europapokal der Landesmeister zum dritten Mal in Folge gewonnen hatte. Und der VfL hätte in dem Spiel, von dem lediglich ein sechsminütiger Amateurmitschnitt für die Nachwelt erhalten blieb, sogar noch mehr Tore erzielen können. Doch spätestens nach dem 4:0 durch Hans-Joachim Pochstein in der 53. Minute stellte der VfL seine Offensivbemühungen ein, obwohl die Mannschaft es sich noch in der Halbzeit vorgenommen hatte, „es den Bayern richtig zu zeigen“, wie sich Jupp Tenhagen später erinnerte. Nachdem Karl-Heinz Rummenigge in der 55. Minute der Treffer zum 1:4 gelungen war, drehten die Bayern das Spiel innerhalb von 20 Minuten und gingen durch einen Treffer von Uli Hoeneß in der 75. Minute mit 5:4 in Führung. Ein weiterer Treffer von Josef Kaczor in der 80. Minute ließ die Hoffnung bei den Blau-Weißen aufkommen, wenigstens einen Punkt zu behalten, doch kurz vor Spielende sorgte wiederum Uli Hoeneß mit dem 6:5 für die endgültige Entscheidung in diesem denkwürdigen Spiel.
Trotz dieser Niederlage konnte der VfL Bochum am Ende der Saison 1976/77 mit einem Punkt Vorsprung auf den Absteiger Karlsruher SC die Klasse halten und musste erst 16 Jahre später den Weg in die 2. Fußball-Bundesliga antreten. Der FC Bayern belegte am Saisonende den siebten Rang und qualifizierte sich damit gerade noch für den UEFA-Pokal, wo man im Achtelfinale gegen Eintracht Frankfurt unterlag.
| Paarung           | VfL Bochum – FC Bayern München |
| Ergebnis          | 5:6 (3:0) |
| Datum             | 18. September 1976 um 15:30 Uhr |
| Stadion           | Stadion an der Castroper Straße, Bochum |
| Zuschauer         | 17.000 |
| Schiedsrichter    | Walter Horstmann |
| Tore              | 1:0 Harry Ellbracht (24.) 2:0 Josef Kaczor (38.) 3:0 Harry Ellbracht (43.) 4:0 Hans-Joachim Pochstein (53.) 4:1 Karl-Heinz Rummenigge (55.) 4:2 Georg Schwarzenbeck (57.) 4:3 Gerd Müller (63.) 4:4 Gerd Müller (74., Elfmeter) 4:5 Uli Hoeneß (75.) 5:5 Josef Kaczor (80.) 5:6 Uli Hoeneß (89.) |
| VfL Bochum        | Werner Scholz – Hermann Gerland, Klaus Franke (11. Harry Ellbracht), Matthias Herget, Michael Lameck – Michael Eggert, Erich Miß, Jupp Tenhagen, Holger Trimhold – Hans-Joachim Pochstein, Josef Kaczor Cheftrainer: Heinz Höher                                                                 |
| FC Bayern München | Sepp Maier – Udo Horsmann, Franz Beckenbauer, Georg Schwarzenbeck, Björn Andersson – Hans-Josef Kapellmann, Conny Torstensson (85. Reiner Künkel), Bernd Dürnberger – Uli Hoeneß, Gerd Müller, Karl-Heinz Rummenigge Cheftrainer: Dettmar Cramer                                                 |

## Weitere aufgeholte 0:4-Rückstände
In der Bundesliga gab es lediglich ein weiteres Beispiel, in dem eine Mannschaft einen 0:4-Rückstand noch aufholen konnte. Dies schaffte der FC Schalke 04 am 25. November 2017 im Revierderby bei Borussia Dortmund. Der BVB lag bereits nach 25 Minuten und noch bis zur 61. Minute mit 4:0 in Front, ehe der S04 zunächst in der regulären Spielzeit auf 3:4 herankam und in der vierten Minute der Nachspielzeit noch den Ausgleich erzielte.
Dasselbe Malheur passierte der deutschen Fußballnationalmannschaft in einem am 16. Oktober 2012 im Berliner Olympiastadion ausgetragenen Qualifikationsspiel zur Fußball-Weltmeisterschaft 2014 in Brasilien gegen Schweden. In diesem Spiel führte Deutschland bis zur 62. Minute mit 4:0, ehe Schweden (ebenfalls in der Nachspielzeit) noch ausgleichen konnte.
Noch in einen Sieg drehen konnten einen 0:4-Rückstand Olympique Marseille in einem am 22. August 1998 ausgetragenen Punktspiel der ersten französischen Liga gegen den HSC Montpellier, das OM noch mit 5:4 gewann, und der FC Arsenal am 30. Oktober 2012 im Achtelfinale um den League Cup 2012/13 beim FC Reading. Nachdem die Gunners bereits nach 37 Minuten mit dem entsprechenden Ergebnis in Rückstand lagen, schafften sie in der regulären Spielzeit noch das 4:4 und siegten in der Verlängerung mit 7:5.
Die späteste Aufholjagd gelang der Nationalmannschaft Malis am 10. Januar 2010 im Auftaktspiel der Gruppe A um die Fußball-Afrikameisterschaft 2010 gegen den Gastgeber Angola. Nachdem Angola bis zur 79. Minute mit 4:0 in Führung gelegen hatte, gelang Mali zunächst der Anschlusstreffer, ehe durch ein weiteres Tor in der 88. Minute sowie zwei in der Nachspielzeit noch der Ausgleich gelang. Dennoch gewann Angola am Ende die Gruppe und Mali schied vorzeitig aus.
Bei der U-17-Fußball-Weltmeisterschaft 2003 holte die Mannschaft aus Kamerun im Vorrundenspiel gegen Portugal einen 0:5-Rückstand durch fünf Tore ab der 70. Spielminute auf und erreichte noch ein 5:5.

## Weitere in einem Spiel aufgeholte 4-Tore-Rückstände
Am 12. November 1904 konnte in einem englischen Erstligaspiel der Saison 1904/05 der Verein The Wednesday einen 1:5-Pausenrückstand gegen den FC Everton noch in einen 5:5-Endstand drehen.
Ein noch größeres „Fußballwunder“ trug sich am 21. Dezember 1957 in einem englischen Zweitligaspiel der Saison 1957/58 zu, als Charlton Athletic auf Huddersfield Town traf. Nachdem Charltons Derek Uften nach einer Schulterverletzung frühzeitig ausgeschieden war und die Heimmannschaft mehr als 70 Minuten in Unterzahl bestreiten musste (damals gab es noch keine Auswechslungen), nutzte Huddersfield zunächst die zahlenmäßige Überlegenheit und führte zur Pause 2:0 sowie nach 62 Minuten mit 5:1. Am Ende gewann Charlton die Begegnung mit 7:6.